# Eurygyrus rufolineatus
Eurygyrus rufolineatus är en mångfotingart som beskrevs av Carl Ludwig Koch 1847. Eurygyrus rufolineatus ingår i släktet Eurygyrus och familjen Schizopetalidae. Inga underarter finns listade i Catalogue of Life.